# 帕斯卡·蘇巴保拿
帕斯卡·蘇巴保拿（德語：Pascal Zuberbühler，1971年1月8日—）出生在弗勞恩費爾德，瑞士足球運動員，司職門將。

## 球會生涯
在1991年至1999年，蘇巴保拿合共代表蘇黎世草蜢上陣了187場，期間贏得了瑞超冠軍三次及一次瑞士杯。其後，蘇巴保拿轉投巴素利並代表球會上陣了217場，期間贏得聯賽冠軍三次和瑞士杯兩次。蘇巴保拿在對利物浦的歐聯賽事中，憑著其撲救而一戰成名，最終比分是1-1打成平手。2000/01球季，蘇巴保拿代表利華古遜上陣了13場聯賽賽事和5場歐聯賽事。
2006年7月4日，蘇巴保拿加盟西布朗並簽訂了兩年合約。蘇巴保拿在對馬瑟韋爾的友賽中首次亮相，並獲得了領隊白賴仁·笠臣所讚揚。2006年8月5日，蘇巴保拿在對侯城的賽事中保持不失球，協助球隊以2-0擊敗對手。然而，蘇巴保拿其後的表現下滑，球迷對此非常不滿並在其上陣時向他發出噓聲，在上陣了15場和新上任的領隊托尼·莫布雷後，蘇巴保拿失去正選位置。11月，托尼·莫布雷表明瑞士門將可供外借。
羅素·霍爾特被停賽後，蘇巴保拿得已重返一隊並在對狼隊的足總杯賽事中上陣，協助球會以3-0擊敗對手，但是這卻是蘇巴保拿代表西布朗上陣的最後一場賽事。1月轉會市場開啟後，西布朗簽入了門將甸恩·傑利並且立刻取代了蘇巴保拿的一隊席位，蘇巴保拿認為這會損害到他代表瑞士參加2008年歐洲國家盃的機會。2007年2月，蘇巴保拿被西布朗告知他是多餘的。其後，蘇巴保拿與納沙泰爾簽下了18個月合約。
2008年7月，蘇巴保拿受到前瑞士領隊萊·鶴臣的邀請，前往了富咸試訓。蘇巴保拿在對南韓球會釜山I'Park的賽事下半場時後備入替大衛·史托戴爾首次亮相。2008年8月6日，蘇巴保拿與富咸簽訂了一年合約。2008/09球季，蘇巴保拿僅在聯賽杯正選上陣過一次，但蘇巴保拿的專業精神和團隊倫理使他贏得一個新的為期一年的合同，蘇巴保拿本人也談到他在球會很滿足。

## 國際賽生涯

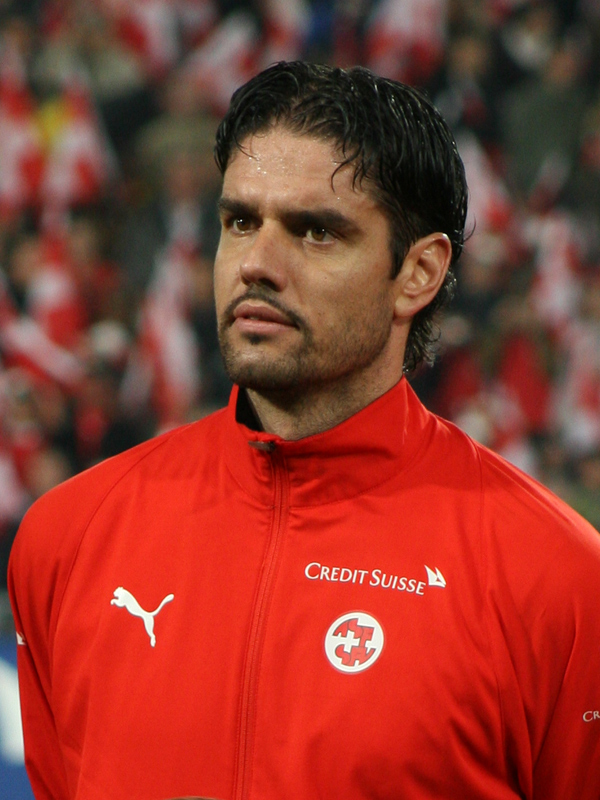
蘇巴保拿

蘇巴保拿合共代表了瑞士上陣了51場，並曾參與過2004年歐洲國家盃、2008年歐洲國家盃和2006年世界盃。儘管蘇巴保拿在世界盃的表現受到批評，尤其是在處理高空球方面，但是在對法國、南韓和多哥的賽事中均沒有失過一球，保持了不失球達463分鐘，量終在對烏克蘭與對手互射十二碼落敗。瑞士是史上惟一一隊在法定時間沒有失球的隊伍。蘇巴保拿保持了國際賽不失球的紀錄（五場）。6月11日，蘇巴保拿在2008每歐洲國家盃對葡萄牙的賽事中最後一次代表瑞士上陣，最終比分是2-0。

## 榮譽
- 瑞超冠軍：1995、1996、1998、2002、2004、2005

- 瑞乙冠軍：2007

- 瑞士杯冠軍：1994、2002、2003

## 外部連結
- 足球数据库：Pascal Zuberbühler的球员统计数据
- Yahoo! Sports profile
- Leverkusen who's who （页面存档备份，存于） （德文）
- Neuchatel Xamax profile （页面存档备份，存于）
- Fulham FC profile